# Stadt Bamberg (Schiff, 1927)
Die Stadt Bamberg war eines von mehreren Fahrgastschiffen dieses Namens.

## Geschichte
Das Schiff wurde 1927 gebaut und fuhr zunächst unter dem Namen Beethoven für Josef Weinand in Kamp-Bornhofen auf der Loreley-Linie. Im Binnenschifferforum ist als Bauwerft „Bröhl in Brohl“ angegeben. Die Maschinenfabrik Bröhl in Brohl-Lützing scheint aber niemals ganze Schiffe gebaut zu haben, wohingegen die Schiffswerft H. Bröhl, die wohl eher in Frage kommt, nicht in Brohl, sondern in Mondorf angesiedelt war. Das Schiff, das einen MWM-Diesel mit 85 PS gehabt haben soll, war 18,35 Meter lang und 3,50 Meter breit. Es war bis etwa 1974 bei Weinand und wurde dann nach Bamberg verkauft.
Bei Josef Kropf und seiner Personenschiffahrt Kropf in Bamberg wurde das Schiff auf den Namen Stadt Bamberg umgetauft. Es war dort etwa bis 1987 im Einsatz und kam dann nach Wasserburg am Inn, wo es aber nicht zum Einsatz in der Fahrgastschifffahrt kam. Danach soll es an die Firma Classic Boat in den Niederlanden verkauft worden und dann zur Schiffswerft in Dresden-Laubegast gekommen sein, die nach ihrem Konkurs im Jahr 2013 geschlossen wurde.
2014 wurde das Schiff von Olaf Elias angekauft und auf dem Gelände der Firma Historische Bauelemente in Marwitz abgestellt. Das ehemalige Fahrgastschiff hätte eigentlich als Kindercafé auf einem Grundstück in Berlin-Heiligensee genutzt werden sollen, das aber dann anderweitig verkauft wurde. In einem Zeitungsbericht zur Überführung des Schiffes per Sattelschlepper nach Marwitz wurde behauptet, das 14 Tonnen schwere Stahlschiff habe keine Maschine mehr, aber in seiner Verkaufsanzeige erwähnte Elias dann eine 8-Zylinder-Maschine von Deutz.
Die ehemalige Stadt Bamberg wurde auf der Landesgartenschau Beelitz 2022 als „Cocktailschiff BEEThoven“ am Ufer der Nieplitz eingesetzt.